# Гаврилова Слобода (Середино-Будский район)

Гаврилова Слобода (укр. Гаврилова Слобода) — село,
Старогутский сельский совет,
Середино-Будский район,
Сумская область,
Украина.
Код КОАТУУ — 5924486303. Население по переписи 2001 года составляло 86 человек .

## Географическое положение
Село Гаврилова Слобода находится на левом берегу реки Уличка,
выше по течению на расстоянии в 1,5 км расположено село Полянка,
ниже по течению на расстоянии в 1 км расположено село Новая Гута,
на противоположном берегу — село Гаврилово.

## История
По предположению А.М. Лазаревского, Гаврилова Слобода была поселена известным государственным деятелем России, первым канцлером Российской империи, графом Гавриилом Ивановичем Головкиным (1660 – 25.07.1734).
Если это действительно так, то это случилось между 1711 и 1734 гг., когда Гавриил Иванович владел в Глуховской сотне населёнными пунктами Чуйковка и Журавка.
Во владении Г.И. Головкина Гаврилова Слобода находилась до его смерти, наступившей 25 июля 1734 года, после чего, вероятно, была причислена к казённому ведомству и предоставлялась на ранг правителям Малороссии.
В 1764 году она вместе с Винторовкой и Середина-Будой была пожалована генерал-губернатору Малороссии Петру Александровичу Румянцеву-Задунайскому, который на момент описания Новгород-Северского наместничества 1779–1781 гг. владел в ней 61 двором и 63 хатами. В то время в селе проживало 66 обывателей со своими семьями, которые земледелием занимались мало из-за недостатка пахотных земель, а «содержание своё и прибыль имели от винокурения, которое они производили из хлеба», покупаемого в Середина-Буде и Погощи, а готовую продукцию отвозили в Очкино и сплавляли по реке Десне в местечко Городище.
После смерти П.А. Румянцева-Задунайского Гаврилова Слобода оставалась свободным населённым пунктом и в 1795 году насчитывала 215 податных душ мужского пола, 162 из которых составляли мещане, 50 – государственные крестьяне и 3 – владельческие крестьяне.
В начале 80-х годов XIX века в селе работали 2 лавки, 3 ветряных мельницы, 4 крупорушки, 1 маслобойный завод и ряд других небольших предприятий. Большинство из них принадлежали местным землевладельцами, среди которых выделялись отставной майор Борис Воскобойников, дворянин Николай Николаевич Калугин, купец Василий Степанович Шапошников и другие.
В 1767 году в Гавриловой Слободе была возведена православная церковь Архистратига Михаила, в которой в 1779–1781 гг. служил 1 священник и 2 причетника.
Согласно расписанию приходов и причтов Черниговской епархии от 17 января 1876 года, Михайловская церковь входила в состав Гаврилово-Голубовского прихода, настоятелем которого в 1879 году был священник Михайловской церкви села Голубовки Иоанн Максимович, а помощником настоятеля – священник Михайловской церкви села Гаврилова Слобода Александр Головачевский.
В октябре 1860 года в селе была открыта церковно-приходская школа, в которой в 1860–1861 учебном году обучалось 25 мальчиков и 1 девочка, а в 1885 году – земская школа, которую в 1901 году посещало 89 мальчиков и 28 девочек. В начале XX века учителем в школе работал Григорий Павлович Теслюков, а законоучителем священник Александр Головачевский. На содержание школы земство выделяло 320 руб., а сельское общество 120 руб.
Процент грамотности среди жителей Гавриловой Слободы был одним из самых высоких в Новгород-Северском уезде и в начале 1897 года составлял 38,5 %.

## Происхождение названия
По преданию, Гаврилова Слобода позаимствовала своё название от имени основателя – Гавриила Ивановича Головкина. До революции её название в списках населённых мест Черниговской губернии писалось по-разному: Гаврилов Хутор – 1779–1781 гг., Слободка Гаврилова – 1799–1801 гг., село Гаврилова Слобода – 1859, 1892, 1897, 1901 гг., село Слобода Гаврилова – 1897, 1913, 1917 гг. и т.д.